# فرد إميري
فرد إميري (بالإنجليزية: Fred Emery)‏ هو عالم نفس أسترالي، ولد في 27 أغسطس 1925، وتوفي في 10 أبريل 1997.